# Yang Borun
Yang Borun (simplificado: 杨伯润; tradicional: 楊伯潤; pinyin: Yáng Bórùn) también conocido como Peifu y Chachan, fue un pintor, poeta y calígrafo chino. Nació en el 1837 en Jiaxing, provincia de Zhejiang en una familia de letrados, y murió en el 1911 a los 74 años.
Fue un célebre pintor paisajista vinculado a la escuela de Shanghái. Entre sus obras destaca Montaña solitaria. Sus obras pueden admirarse en los museos de Cleveland, Hong Kong, Shanghái, Taiwán, y Tokio.